# Stapelchips

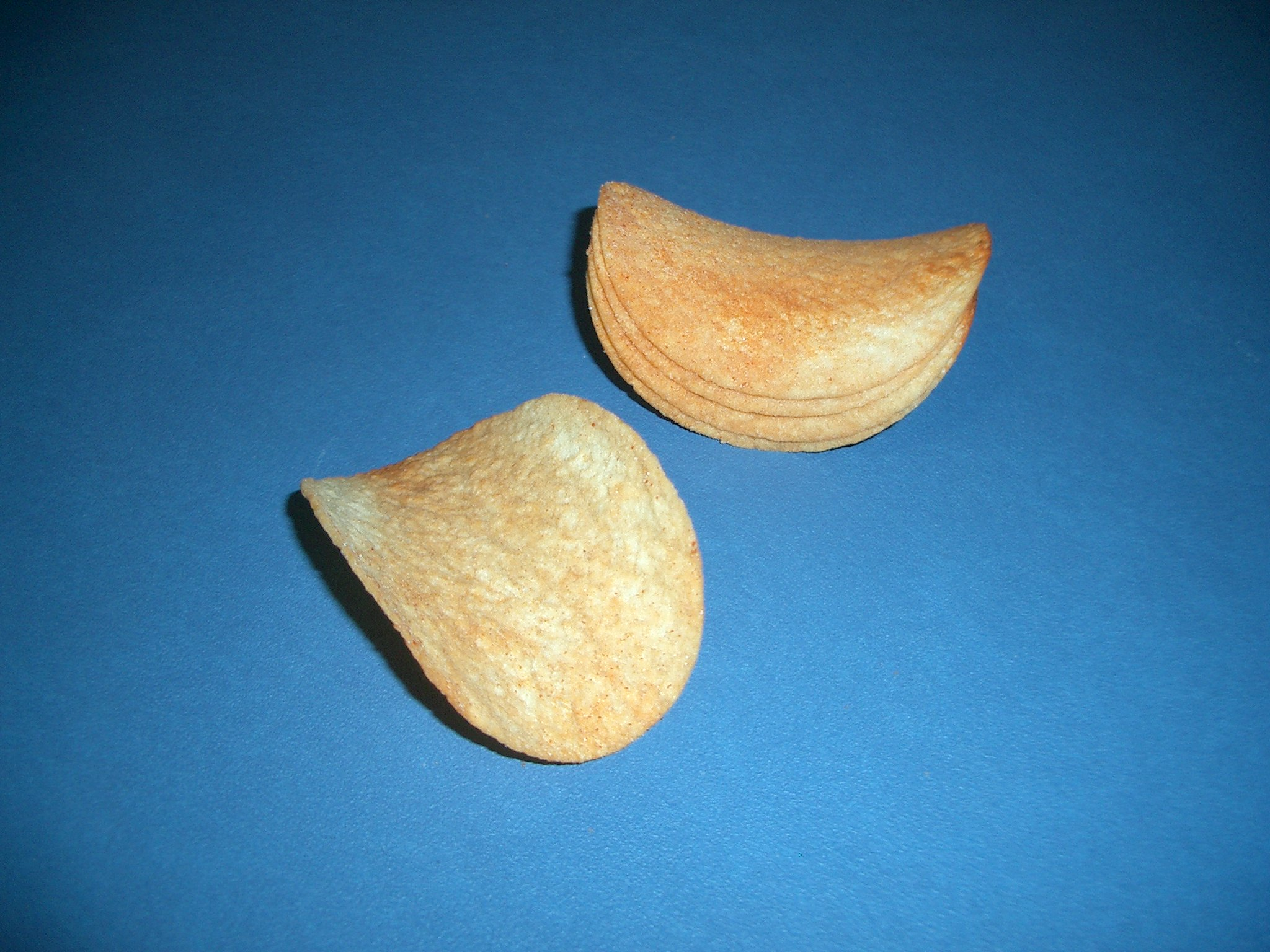
Stapelchips ähneln in ihrer Form einem hyperbolischen Paraboloid

Stapelchips sind ein den Kartoffelchips ähnelndes Kartoffelerzeugnis, das aus einem Teig mit einem Anteil an Kartoffelpüreepulver hergestellt wird.
Die Wortmarke Stapelchips ist seit 1977 bis Ende Juni 2026 in Deutschland geschützt. Eingetragen wurde sie von Intersnack Deutschland SE. Unabhängig vom Markenrecht werden umgangssprachlich auch vergleichbare Kartoffelerzeugnisse anderer Hersteller so bezeichnet.

## Entwicklung
Vorreiter für Stapelchips waren Pringles aus dem Hause Procter & Gamble. Sie kamen bereits 1968 in den USA auf den Markt. P&G suchte nach einer Möglichkeit, seine Chips zu verbessern, nachdem sich Kunden über zerbrochene Chips beschwert hatten und weil zu viel Luft in der Verpackung war. Der Chemiker Fredric Baur konzipierte die von Alexander Liepa weiterentwickelte und patentierte Form. Gene Wolfe entwickelte die Maschine zur Herstellung der Stapelchips. Die erste Marke für Stapelchips in Deutschland waren Chipsletten, die ab 1976 von Heinz Flessner produziert und verkauft wurden.

## Herstellung
Aus Kartoffelpüreepulver und weiteren Zusatzstoffen wie beispielsweise Sonnenblumen-, Palm- oder Maiskeimöl, Weizen-, Mais- oder Reismehl, Zitronensäure, Süßmolkenpulver, Maltodextrin, Emulgatoren, Salz und Farbstoffen wird ein teigähnliches Zwischenprodukt ausgewalzt, ausgestochen und – in einer besonderen Halterung fixiert – frittiert und dann gewürzt. Diese Produktionsweise ermöglicht es, den Chips eine gleichmäßige Form zu geben, sodass sie gestapelt verpackt werden können. Die Form der Stapelchips kann als hyperbolisches Paraboloid beschrieben werden.
Ein Produktionsvorteil von Stapelchips gegenüber konventionellen Chips ist die Verwendung von entwässertem Kartoffelpüreepulver, das deutlich besser lagerfähig ist als unverarbeitete Kartoffeln. Darüber hinaus ist durch den geringeren Feuchtigkeitsgehalt der Energiebedarf des Frittiervorgangs geringer.